# Rache nach Plan
Rache nach Plan ist eine US-amerikanische Krimiserie, von der eine Staffel mit 16 Episoden produziert und von September 1998 bis Februar 1999 auf ABC gesendet wurde. Die Hauptrolle in der Fernsehserie übernahm Michael Madsen, der Mr. Chapel verkörperte, eine mysteriöse und pragmatische Figur, die den Leuten die Gerechtigkeit verschaffte, die sie vor Gericht nicht erhielten. Die Handlung basiert auf einem ähnlichen Konzept wie die Fernsehserie Der Equalizer – Der Schutzengel von New York. Die Fernsehserie wurde in den USA ursprünglich donnerstagabends in Konkurrenz zu den zuschauerstarken Sitcoms von NBC, Friends und Jesse, gesendet. Die deutsche Erstausstrahlung erfolgte am 2. November 1999 bei ProSieben. Später wurde die Serie auch bei Tele 5 wiederholt.

## Handlung
Wenn Mr. Chapel einen Fall übernimmt, ist seine Forderung einfach. Entweder man bezahlt ihm 1 Mio. US-Dollar oder man verspricht, ihm irgendwann in der Zukunft einmal einen Gefallen zu tun; erst dann wird die Schuld beglichen sein. Dabei bestimmt Mr. Chapel Art, Zeit und Ort des Gefallens. Ein Running Gag bei Begleichung der Schuld eines von Mr. Chapels früheren Kunden ist, dass Mr. Chapel dann sagt: „Wir sind quitt. Ich bin für immer aus ihrem Leben verschwunden.“ und der Kunde erwidert: „Gott sei dank!“.
Im Pilotfilm wird klar, dass Mr. Chapel das schon ziemlich lange Zeit getan haben muss, denn er forderte mehrere Gefallen, um seinem Kunden zu helfen.
Chapel macht nur wenige Versprechen. Wenn er diese macht, erfüllt er sie. Bei einer Gelegenheit fesselt er einen Mann mit Handschellen in einem Auto, auf das ein Müllwagen zufährt; als der Mann aufgibt, taucht Chapel von oben ins Auto ab, um die Handschellen zu öffnen, und zieht den Mann im letzten Augenblick in Sicherheit.

## Episodenliste
| Nr. | Deutscher Titel           | Originaltitel           | Erstausstrahlung USA | Deutschsprachige Erstausstrahlung (D) |
| --- | ------------------------- | ----------------------- | -------------------- | ------------------------------------- |
| 1   | Eine Falle für den Mörder | Cruel and Unusual       | 29. Sep. 1998        | 2. Nov. 1999                          |
| 2   | Der Preis des Ruhms       | Victim Of Circumstances | 1. Okt. 1998         | 9. Nov. 1999                          |
| 3   | Fatale Freundschaft       | Eden                    | 8. Okt. 1998         | 16. Nov. 1999                         |
| 4   | Bis zum bitteren Ende     | Bitter End              | 15. Okt. 1998        | 23. Nov. 1999                         |
| 5   | Der einzige Zeuge         | Justice                 | 22. Okt. 1998        | 30. Nov. 1999                         |
| 6   | Im Namen des Gesetzes     | Ambition                | 29. Okt. 1998        | 7. Dez. 1999                          |
| 7   | Machtgier                 | Security                | 10. Dez. 1998        | 14. Dez. 1999                         |
| 8   | Jäger und Gejagte         | Dishonorable Discharge  | 17. Dez. 1998        | 21. Dez. 1999                         |
| 9   | Späte Gerechtigkeit       | Noir                    | 24. Dez. 1998        | 4. Jan. 2000                          |
| 10  | Die schwarze Witwe        | Vendetta                | 7. Jan. 1999         | 11. Jan. 2000                         |
| 11  | Verhängnisvolle Affäre    | Confidence              | 14. Jan. 1999        | 18. Jan. 2000                         |
| 12  | Skrupellose Geschäfte     | Judgment                | 21. Jan. 1999        | 25. Jan. 2000                         |
| 13  | Recht statt Gerechtigkeit | Clique                  | 28. Jan. 1999        | 1. Feb. 2000                          |
| 14  | Ein Mord unter Freunden   | Critical                | 4. Feb. 1999         | 8. Feb. 2000                          |
| 15  | Am Rande des Wahnsinns    | Legalise                | 11. Feb. 1999        | 15. Feb. 2000                         |
| 16  | Der unsichtbare Tod       | Friends                 | 25. Feb. 1999        | 22. Feb. 2000                         |

## Einschaltquoten und Absetzung
Die Fernsehserie wurde von ABC abgesetzt, weil sie mit einem Publikum von durchschnittlich 7,1 Millionen Zuschauern nur den 109. Platz von 156 Fernsehserien erreichte. Die Fernsehserie erreichte in ihrem Zeitfenster nur den vierten Platz und wurde von den Fernsehserien Friends (Platz 2 mit 23,5 Millionen) und Jesse (Platz 4 mit 20,1 Millionen) von NBC, Ein Wink des Himmels von CBS (Platz 51 mit 11,5 Millionen) und Im Einsatz – Die spektakulärsten Polizeivideos der Welt von Fox (Platz 77 mit 9,6 Millionen Zuschauer) übertroffen. Jedoch schlug sie die UPN- und The-WB-Sendungen Thursday Night at the Movies (Platz 145. mit 2,5 Millionen), The Wayans Bros. (Platz 134. mit 3,5 Millionen) sowie Der Hotelboy (Platz 129. mit 3,8 Millionen Zuschauer).